# Curtis Tracy McMullen
Pour les articles homonymes, voir McMullen.
Curtis Tracy McMullen, né le 21 mai 1958 à Berkeley en Californie, est professeur de mathématiques à l'université Harvard. Il reçoit la médaille Fields en 1998 pour son travail, en particulier en dynamique complexe. Il obtient son diplôme en 1980 au Williams College et son doctorat en 1985 à Harvard, sous la direction de Dennis Sullivan.